# Тејлор (Мисисипи)
Тејлор (енгл. Taylor) град је у америчкој савезној држави Мисисипи.

## Демографија
По попису из 2010. године број становника је 322, што је 33 (11,4%) становника више него 2000. године.
| Група             | 2000.       | 2010.       |
| Белци             | 231 (79,9%) | 247 (76,7%) |
| Афроамериканци    | 52 (18,0%)  | 58 (18,0%)  |
| Азијати           | 0 (0,0%)    | 0 (0,0%)    |
| Хиспаноамериканци | 5 (1,7%)    | 10 (3,1%)   |
| Укупно            | 289         | 322         |